# Primadonnaen fra Nebraskas lille Teater
Primadonnaen fra Nebraskas lille Teater er en amerikansk stumfilm fra 1918 af Fred Niblo.

## Medvirkende
- Enid Bennett - Nora
- Albert Ray - James Waterson Forbes
- Gertrude Claire
- Jack Nelson - 'Soup' McCool
- Robert McKim - 'Pug' Hennessy
- Frank Hayes - Martin Grubb
- Caroline Rankin, Undetermined Role